# Сун Фатан
Сун Фатан (кит. 宋法棠, род. декабрь 1940, Таньчэн, Шаньдун) — китайский государственный и политический деятель, секретарь (глава) парткома КПК провинции Хэйлунцзян с 2003 по 2005 гг.
Ранее губернатор Хэйлунцзяна (2000—2003), длительное время вице-губернатор провинции Шаньдун (1989—1999), мэр и затем секретарь парткома КПК города Тайань.
Кандидат в члены ЦК КПК 15-го созыва, член Центрального комитета Компартии Китая 16-го созыва.

## Биография
Родился в декабре 1940 года в уезде Таньчэн, провинция Шаньдун.
В марте 1961 года вступил в Коммунистическую партию Китая. Окончил Педагогический институт Цюйфу (ныне Педагогический университет Цюйфу) по специальности «китайская литература», с июня 1964 года в различных учреждениях провинции Шаньдун.
В мае 1985 года назначен заместителем секретаря парткома КПК города Тайань, в августе 1986 года — секретарь горкома КПК.
В марте 1989 года — вице-губернатор провинции Шаньдун. С апреля 1993 года — член Постоянного комитета КПК провинции по совместительству, с ноября 1994 года — вице-губернатор и заместитель секретаря парткома КПК Шаньдуна.
В декабре 1999 года решением ЦК Компартии Китая назначен заместителем секретаря парткома КПК провинции Хэйлунцзян, в январе следующего года одновременно исполняющий обязанности губернатора провинции. В феврале 2000 года утверждён в должности губернатора на очередной сессии Собрания народных представителей (СНП) Хэйлунцзяна. В марте 2003 года занял высшую региональную позицию секретаря (главы) парткома КПК провинции Хэйлунцзян, одновременно став председателем Постоянного комитета СНП провинции.
В декабре 2005 года подал в отставку с поста секретаря парткома. В марте 2008 года утверждён на должности заместителя председателя Комитета по образованию, науке, культуре и здравоохранению Всекитайского собрания народных представителей 11-го созыва на срок 2008—2013 гг.